# Doktersvissen
Doktersvissen (Acanthuridae) vormen een familie binnen de baarsachtige vissen.
De familie omvat 81 soorten in 6 geslachten.

## Kenmerken
Veel soorten zijn felgekleurd en daarmee erg populair als aquariumvis.
De kenmerkende eigenschap van de familie is een paar stekels, één aan elke kant van de staart, scherp genoeg om verwondingen te kunnen veroorzaken. De rug- en anaalvinnen zijn groot en lopen over het grootste deel van het zijdelings afgeplatte lichaam. De kleine bek bevat een enkele rij tanden waarmee ze algen kunnen grazen.
De meeste soorten zijn klein, tot 30 centimeter, behalve de soort Naso annulatus die een meter lang kan worden.

## Verspreiding en leefgebied
Alle soorten uit deze familie leven in tropische zeeën, vaak in de buurt van koraalriffen.

## Taxonomie
Een opmerkelijke geslachtsnaam in deze familie is Teuthis. De typesoort van dit geslacht, Teuthis hepatus Linnaeus 1766, wordt nu in het geslacht Paracanthurus ingedeeld. Alle overige soorten die ooit in het geslacht Teuthis zijn geplaatst, worden nu in een van de andere geslachten van de familie ondergebracht.

## Geslachten
- Acanthurus Forsskål, 1775
- Ctenochaetus Gill, 1884
- Naso Lacepède, 1801
  - Callicanthus Swainson, 1839
- Paracanthurus Bleeker, 1863
- Prionurus Lacepède, 1804
- Zebrasoma Swainson, 1839